# Piscu Rusului, Iași
Piscu Rusului este un sat în comuna Dagâța din județul Iași, Moldova, România.